# جيمس جونز (سياسي)
جيمس جونز (بالإنجليزية: James William Jones)‏ (و. 1869 – 1954 م) هو سياسي، من كندا، توفي عن عمر يناهز 85 عاماً.